# قاعدة العند الجوية
قاعدة العند الجوية (بالإنجليزية: Al Anad Air Base) هي أكبر قاعدة جوية عسكرية في اليمن، وتقع في العند بمحافظة لحج الجنوبية، على بعد 60 كيلومتر (37 ميل) شمال عدن.
شهدت أهم المعارك والاشتباكات خلال حرب 1994 الأهلية، وبعد أحداث 11 سبتمبر أصبحت مركز رئيسي لقيادة الحرب على القاعدة في اليمن، وفي 2015 كانت القاعدة من أهم الجبهات المستعرة خلال الحرب الأهلية 2015،  وأستطاع الجيش الوطني الموالي للرئيس عبد ربه منصور هادي بمساندة برية وجوية وبحرية من الجيش السعودي والجيش الإماراتي استعادة السيطرة على القاعدة في 3 أغسطس 2015.

## التاريخ
بناها الاتحاد السوفيتي إبان الحرب الباردة في عهد الدولة الجنوبية السابقة أوائل ثمانينيات القرن الماضي.
في عام 1976 نظم الاتحاد السوفيتي رحلات توبوليف تو-95 إلى العند من الصومال، وقام بتوسيع القاعدة في 1986 لتغطية الاستطلاع البحري في المحيط الهندي اثناء الحرب الباردة.

### حرب الانفصال
كانت قاعدة العند تسمى بالقاعدة الأسطورية لقوتها وشدة تحصينها، في يوم 17 مايو 1994، خاضت القوات الشمالية والجنوبية، معارك عنيفة حول قاعدة العند الجوية، وتبادلا القصف المدفعي المكثف، في 19 مايو بعد اشتباكات عنيفة طوال اليومين الماضيين 18 - 19 مايو سقطت القاعدة الجوية جزئياً، في 25 مايو وبعد معركة دامت اربع ساعات سقطت قاعدة العند في أيدي قوات العمالقة.

### التاريخ الحديث
بعد هجمات 11 سبتمبر 2001 تحولت القاعدة إلى مركز رئيسي للقوات الأميركية لجمع المعلومات الاستخباراتية وعمليات مكافحة الإرهاب في اليمن. وكانت واشنطن تستخدم قاعدة العند لشن هجمات لطائراتها من دون طيار ضد تنظيم القاعدة،  في 21 مارس أجلت أمريكا نحو 100 جندي كانوا متواجدين في قاعدة العند الجوية، بسبب تردي الاوضاع الأمنية.
في 7 مايو 2013 أنفجرت ثلاثة خزانات تحتوي على 6000 لتر من الوقود، وفي 9 مايو 2013 قتل ثلاثة طيارين من قاعدة العند من قبل مسلحين يشتبه بانتمائهم لتنظيم القاعدة.

### العدوان السعودي 2015
في صباح 25 مارس 2015 استولى الحوثيين على قاعدة العند،  وقبضوا على وزير الدفاع محمود الصبيحي فيها. وفي 26 مارس شنت مقاتلات التحالف العربي الذي بدأ تدخل عسكري في اليمن بقصف جوي على قاعدة العند.
في أواخر يوليو 2015 شهدت قاعدة العند اشتباكات واسعة النطاق، حيث يحاول الجيش الوطني والمقاومة الشعبية استعادة السيطرة على قاعدة العند الممتدة على طول 12 كيلومتر (7.5 ميل)، التي يسيطر عليها الحوثيين والجيش المؤيد لعلي عبد الله صالح.
في 3 أغسطس 2015 أعلنت القوات الموالية للرئيس اليمني عبد ربه منصور هادي، استعادة سيطرتها الكاملة على قاعدة العند الجوية، بعد حصارها لأسابيع، وبدأ الهجوم من منطقة جبلية غرب القاعدة، وسبق الهجوم نشر مئات من المقاتلين والعسكريين في محيط القاعدة تؤازرهم دبابات من نوع «إم1 أبرامز» ومصفحات وعربات عسكرية متطورة وفرتها قوات التحالف، وفق ما أعلنه قائد القوات اللواء فضل حسن،  وأضاف اللواء لرويترز إن عشرات من الحوثيين إما قتلوا أو أسروا خلال ساعات القتال بينما فر المئات.

## القوة العسكرية
تحوي القاعدة على مطار حربي، ومرابض وورش صيانة واسعة للطائرات، ومخازن أسلحة محصنة بينها صواريخ سكود البالستية، ومساكن للضباط والطيارين، ومدارس ومراكز صحية، وقسماً لقوات مكافحة الإرهاب، وقسما مستقلا لخبراء أمريكيين كانوا يديرون منه غرفة عمليات الطائرات الأمريكية بدون طيار لاستهداف عناصر القاعدة في عدة محافظات يمنية.
وكانت قاعدة العند تحوي لواءين من القوات البرية هما اللواء 210 مشاة ميكا واللواء 201 مشاة ميكا، ولواءين من القوات الجوية هما اللواء 39 واللواء 90 طيران، وأقساما تابعة لكلية للطيران والدفاع الجوية، ومراكز تدريب على الطيران الحربي.